# Rebalaje

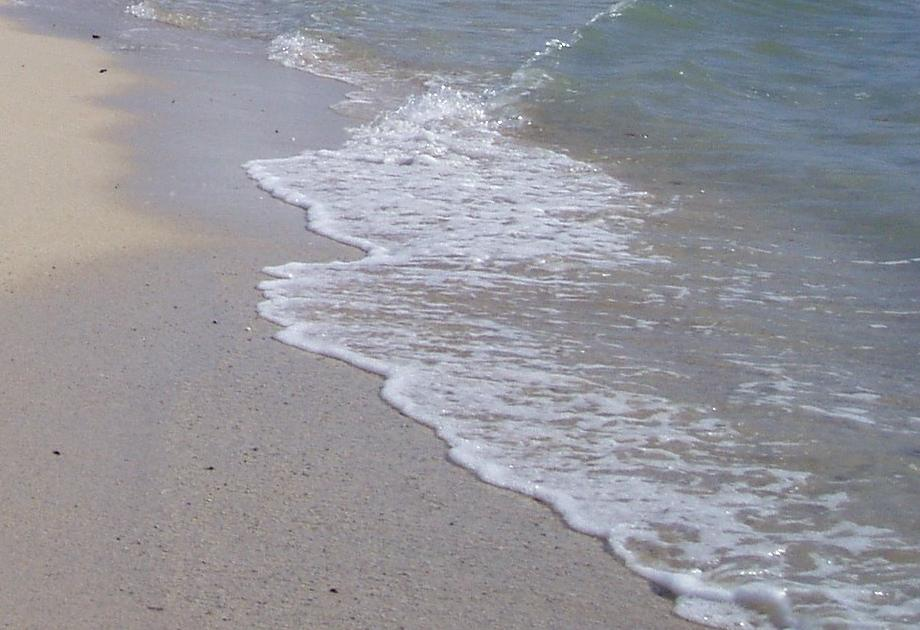
Rebalaje

En el ámbito de la geografía, se denomina rebalaje (reflujo y escurrimiento) al agua de mar batida que se extiende sobre la costa después de que una ola haya roto. Esta acción hace que la arena y otras partículas livianas sean transportadas hacia el mar. La dirección del rebalaje depende de los vientos predominantes, mientras que el escurrimiento es siempre perpendicular a la línea costera.

## Corriente de reflujo
Se denomina corriente de reflujo o escurrimiento a una corriente que se dirige hacia el mar, que se origina en el retorno del rebalaje que alcanzó la playa, después de que rompió una ola, y se une al movimiento de regreso hacia el mar de la ola hacia la próxima ola que se aproxima a la playa. El mismo movimiento orbital de una ola que hace que una pelota se eleve y descienda sobre el agua hace que el sedimento se desplace para atrás y hacia arriba hacia la cresta de la próxima ola.